# Charles Wilkes (calciatore)
Charles Wilkes (Le Havre, 2 giugno 1887 – 27 agosto 1939) è stato un calciatore francese, di ruolo centrocampista.

## Carriera

### Nazionale
Ha collezionato 4 presenze con la propria Nazionale.